# Autant en emporte le vent
Gone with the Wind
Cet article concerne le livre de Margaret Mitchell. Pour le film de Victor Fleming, voir Autant en emporte le vent (film).
Pour les articles homonymes, voir Autant en emporte le vent (homonymie) et Gone with the wind (homonymie).
 (octobre 2007).
Si vous disposez d'ouvrages ou d'articles de référence ou si vous connaissez des sites web de qualité traitant du thème abordé ici, merci de compléter l'article en donnant les références utiles à sa vérifiabilité et en les liant à la section « Notes et références ».
Autant en emporte le vent (titre original en anglais Gone with the Wind) est un roman écrit par Margaret Mitchell au début du XXe siècle. Paru en 1936, il a reçu le prix Pulitzer en 1937 et a fait l'objet d'une  adaptation cinématographique par Victor Fleming en 1939, aussi intitulée Autant en emporte le vent.

## L'auteur
Durant son enfance, Margaret Mitchell a été bercée par les récits de la « Cause perdue » de la Confédération pendant la guerre de Sécession et sur les héros confédérés. Elle a vécu les conséquences de la guerre et a voulu transmettre ce que la Géorgie avait affronté. Le livre traduit aussi l'état d'esprit de l'auteur et de bon nombre de ses compatriotes sudistes de l'époque : une vision fantasmée et idéalisée du Sud esclavagiste d'avant-guerre (de Sécession), dans lequel les Noirs sont présentés comme des êtres inférieurs et heureux de leur condition d'esclaves.

## L’histoire
Au printemps de l'année 1861, la vie s'écoule paisiblement en Géorgie. Des rumeurs de guerre circulent, car l'État de Géorgie a quitté l'Union pour devenir un État de la Confédération. Les Confédérés veulent garder leurs esclaves et ils sont sûrs d'être dans leur droit. Fiers et vaillants, ils ne se préoccupent de la guerre que pour alimenter leurs conversations. Ils sont persuadés que même si un conflit éclate, ils battront les Yankees en quelques mois. Malheureusement pour eux, la guerre n'entraîne pas la victoire rapide des armées confédérées.
À travers ce roman, nous partageons toute la désillusion de Scarlett O'Hara, jeune fille issue d'une riche famille de planteurs de coton.
Âgée de 16 ans, pleine de vie et de gaieté, elle a plus de charme qu'aucune jeune fille du comté. Elle a toujours eu ce qu'elle voulait et les jeunes hommes qu'elle fréquente sont tous fous d'elle. Mais elle aime en secret Ashley Wilkes, le rêveur invétéré, passionné de littérature, de poésie et de musique. Lorsqu'elle apprend qu'il va épouser Mélanie Hamilton, elle est bouleversée et connaît son premier chagrin d'amour.
Telle une enfant gâtée, Scarlett va essayer de conquérir Ashley coûte que coûte, et elle prend en grippe la gentille Mélanie qui ne voit que ce qu'il y a de bien chez les gens. Le jour où elle apprend le proche mariage d'Ashley, elle fait une rencontre peu commune. Dans cet univers où tous respectent les conventions, voici le ténébreux capitaine Rhett Butler : un homme qui se vante de ne pas être un gentleman, écarté de toutes les réunions mondaines. Par dépit, ce même jour, elle accepte d'épouser Charles, frère de Mélanie.
Le mariage est de courte durée, son mari mourant de maladie, laissant Scarlett enceinte. Elle accouche d'un garçon (Wade) pour lequel elle n'éprouve guère de sentiments maternels. Veuve, elle est désespérée de savoir sa vie de jeune femme joyeuse finie. Sa mère lui propose alors de rejoindre sa belle-sœur Mélanie à Atlanta. Elle accepte car, en vivant auprès de Mélanie, elle a la possibilité de revoir Ashley, qu'elle espère toujours conquérir. Elle découvre là-bas les privations de la guerre et doit participer aux soins aux blessés, ce qu'elle a en horreur. Ashley vient passer quelques jours de permission, et lorsqu'elle arrive à passer un instant seule avec lui et espère qu'enfin il l'embrassera et se déclarera, celui-ci lui demande une faveur : prendre soin de Mélanie pendant son absence. En raison de la promesse qu'elle lui a faite ce jour-là, elle ne peut fuir lors du siège de la ville d'Atlanta car Mélanie est enceinte. L'aidant à accoucher dans des conditions pénibles, elle sollicite Rhett (qui en profite pour lui demander d'être sa maîtresse) de l'aider à fuir la ville et regagner son domaine de Tara. Elle a appris que sa mère était gravement malade et n'en peut plus d'être éloignée d'elle.
Scarlett revient chez elle pour découvrir sa mère morte et son père sombrant dans une folie douce. Le domaine a été ravagé et la famine guette. Scarlett se promet de sortir sa famille de cet état et devient déterminée, froide, calculatrice. Elle se bat pour sa survie et celle de sa famille. Sa plus fidèle alliée est Mélanie et Scarlett est impressionnée par son courage.
Pour être en mesure de payer les impôts démesurés qu'on lui demande pour Tara, elle retourne à Atlanta et sollicite en vain Rhett de l'aider financièrement. Elle rencontre alors le fiancé de sa sœur Suellen, et découvrant qu'il a un peu d'argent de côté, lui ment en disant que sa sœur ne veut plus de lui et elle l'épouse elle-même. Elle sauve ainsi Tara sans se soucier des sentiments de sa sœur. Elle gère d'une main de fer les affaires de son mari tout en mettant au monde une petite fille (Ella) à laquelle elle n'accorde pas plus d'importance qu'à son frère. Bien qu'elle tente de le nier, elle éprouve de plus en plus de respect pour sa rivale Mélanie qui a partagé sa détresse à Tara. Parce qu'elle a été agressée physiquement, le mari de Scarlett, appartenant au Ku Klux Klan, organise une expédition punitive dans laquelle il perd la vie.
Bien que n'éprouvant aucun chagrin de ce nouveau veuvage, Scarlett a tendance à consommer de plus en plus d'alcool. Rhett la demande en mariage, et la perspective d'une vie à l'abri du besoin et des plaisirs que pourra lui apporter la richesse la décident à accepter. Elle met au monde Bonnie, pour laquelle elle éprouve davantage d'affection que pour ses autres enfants et que Rhett adore. Cependant Ashley occupe encore trop souvent ses pensées, et elle fait comprendre à Rhett qu'elle ne veut plus de relations conjugales. Offensé, Rhett est contraint d'accepter. Scarlett, par avidité, accepte de commercer avec les profiteurs de guerre (en anglais : les « carpetbaggers ») et se met la bonne société d'Atlanta à dos. Lors d'évocations de moments du passé avec Ashley, celui-ci prend innocemment Scarlett dans ses bras, mais deux commères présentes répandent la rumeur d'un adultère. Le soir même, Rhett force Scarlett à se rendre chez Ashley et Mélanie pour une fête, dans l'intention de la voir affronter toute la société d'Atlanta qui la déteste. Mélanie, candide et toujours prête à défendre Scarlett, quoi qu'il lui en coûte, se refuse à rien croire de ce qui lui a été rapporté et se pose comme un rempart entre Scarlett et la bonne société.
Scarlett rentre pour trouver son mari ivre qui l'entraîne dans la chambre conjugale. Scarlett se réveille métamorphosée et décidée à mener une vie familiale sereine. Mais Rhett n'est pas du même avis et reproche à Scarlett d'être une mauvaise mère : il part plusieurs mois en voyage avec leur fille. La petite réclame cependant sa mère et quand il rentre, il trouve Scarlett enceinte. Il dit cruellement à son épouse, qui est mécontente de cette nouvelle grossesse, que des accidents arrivent, et qu'elle perdra peut-être l'enfant. Outrée, Scarlett veut le frapper, mais elle tombe dans l’escalier. Elle fait une fausse couche et dans un délire plus ou moins conscient, réclame l'affection de Rhett, alors absent. Pendant la convalescence, Rhett, effrayé d'avoir failli perdre Scarlett, lui propose de reprendre le cours de leur vie conjugale : Scarlett accepte, mais leur fille Bonnie fait une chute mortelle à cheval.
Rhett est anéanti et Scarlett l'accuse d'être responsable de la mort de leur petite fille. Aucune réconciliation n'est plus possible. Mélanie, enceinte, tombe gravement malade à la suite d'une fausse couche et agonise. Elle réclame la présence de Scarlett et lui recommande sur son lit de mort de prendre soin de Rhett, qui l'aime tant. C'est une révélation pour Scarlett : elle découvre enfin l'affection qu'elle éprouve pour Mélanie, ainsi que son amour pour Rhett. Elle s’aperçoit aussi que ses sentiments pour Ashley se sont dissipés. Elle cherche Rhett, mais il a quitté la demeure des Wilkes car le spectacle de l'agonie de Mélanie lui est insupportable : elle est la seule grande dame qu'il ait jamais connue, et il a beaucoup d'admiration et d'affection pour elle. Le retrouvant chez eux, Scarlett lui déclare enfin son amour, mais il est trop tard. Rhett la quitte, lui signifiant clairement qu'il ne veut plus avoir affaire à elle. Conformément à son caractère, Scarlett n'accepte pas ce coup du sort, et entraînée par sa passion nouvelle, elle se promet de le reconquérir.

## Personnages
- Gerald O'Hara : père de Scarlett O'Hara. Irlandais arriviste, il est parvenu à épouser Ellen Robillard. Sa fille préférée est sans aucun doute Scarlett qui lui ressemble le plus par son caractère. Personnage colérique au grand cœur, il se plaît à croire qu'il mène tout à la baguette. Il meurt à la suite d'une longue folie après la mort de sa femme, se brisant le cou en sautant à cheval par-dessus une clôture (sa petite-fille, Bonnie, mourra de la même façon).
- Ellen O'Hara, née Robillard: mère de Scarlett. C'est une femme douce et une grande dame, qui n'hésite pas à venir en aide à ses voisins et aux Noirs malades. Elle a vécu un grand chagrin d'amour lorsque son cousin Philippe Robillard, qu'elle aimait, fut forcé de quitter le pays. Par dépit, elle épouse à la surprise de tous Gerald O'Hara.
- Melanie Hamilton : épouse et cousine d'Ashley. Elle est incapable de voir le mal en quelqu'un et est toujours prête à aider son prochain. Toute la bonne société d'Atlanta s'arrache son amitié. Elle aime sincèrement Scarlett et l'a toujours soutenue malgré les rumeurs.
- Ashley Wilkes : amour secret de Scarlett et mari de Melanie, il vit dans un monde « imaginaire » et n'arrive pas à accepter la défaite de la Confédération. C'est un grand rêveur. Il repousse Scarlett, car celle-ci est trop réelle. À la mort de Melanie, il s'aperçoit que c'est celle-ci qu'il a toujours aimée et que Scarlett n'était qu'un désir charnel. Par cette révélation, Scarlett s'aperçoit à son tour qu'elle ne l'a jamais aimé.
- Charles Hamilton : frère de Melanie Hamilton et premier mari de Scarlett. C'est un homme affectueux et assez gauche avec les femmes. Il meurt dans un camp d'entraînement des suites d’une pneumonie, sans connaître son fils et sans vraiment connaître sa femme.
- Frank Kennedy : 2e mari de Scarlett, ancien fiancé de Suellen. Croyant que celle-ci était déjà mariée, et devant la fausse douceur de Scarlett, il épouse celle-ci et sera toujours déconcerté par son sens des affaires qui selon lui ne convient pas à une femme. Il est présenté comme nerveux et toujours malade. Le lecteur découvre en même temps que Scarlett qu'il est apparenté au Ku Klux Klan. C'est au cours d'une descente du Klan pour défendre l'honneur de Scarlett que Frank est tué d'une balle dans la tête.
- Suellen O'Hara : sœur cadette de Scarlett, jalouse de son aînée, elle finit par la détester définitivement lorsque celle-ci se marie avec son fiancé, Frank Kennedy, usant d'un mensonge. Elle se marie avec Will Benteen, issu d'une famille pauvre, mais qui a aidé Scarlett à relever la propriété de Tara. Ils gèrent la plantation.
- Carreen O'Hara : plus jeune sœur de Scarlett, elle est d'un tempérament docile et très doux, contrairement à Suellen. Après la mort de son soupirant à la guerre. elle se réfugie dans la religion, entrant au couvent à Charleston.

### La famille Butler
- Scarlett O'Hara : jeune fille populaire, gâtée et volontaire. Scarlett fera tout pour garder sa terre et obtenir ce qu'elle veut. Elle épousera successivement Charles Hamilton, Frank Kennedy et Rhett Butler. Ce n'est qu'à la fin du roman qu'elle prendra conscience que son inclination pour Ashley n'était qu'une chimère et que son véritable amour est Rhett.
- Rhett Butler : éternel amoureux de Scarlett, il deviendra son troisième mari. Il est souvent critiqué pour son comportement inconvenant en société, mais son charme fait oublier cela. Il est très habile en matière de finances. Pendant longtemps, il aime passionnément Scarlett.
- Wade Hampton Hamilton : le timide fils de Scarlett et Charles.
- Ella Lorena Kennedy : la fille frivole et sans charme de Scarlett et Frank Kennedy.
- Eugenie Victoria "Bonnie Blue" Butler : la fille de Scarlett et Rhett, adulée par son père. Comme sa mère, elle est très gâtée par son père qui comble avec elle le manque d’affection de la part de Scarlett. Elle meurt tragiquement d'une chute de poney, en sautant une haie trop haute, de la même façon que son grand-père. Ce drame plonge ses parents dans une immense douleur.

## Contexte
Publié en juin 1936, au Noël suivant, plus d'un million d'exemplaires du livre était vendu. Il sera traduit en 14 langues et publié à plus de 35 millions d'exemplaires dans le monde. Il fera l'objet d'un film dès 1939, devenu lui aussi un film culte, vu par des centaines de millions de spectateurs.
En effet, malgré la Proclamation d'Émancipation, les Noirs seront, en fait, exclus du vote dans le Sud, après la fin de la Reconstruction. Il faudra attendre la campagne lancée par Martin Luther King, notamment par son fameux discours I have a dream prononcé à Washington le 28 août 1963 et le vote des Droits Civiques par le Congrès en 1964 pour permettre aux Noirs américains d'accéder à cette pleine citoyenneté et aux plus hautes fonctions (tel Barack Obama à la Présidence).

## Éditions française
La première édition française sort en 1938 chez Gallimard, dans une traduction de Pierre-François Caillé récompensée par le prix Halpérine-Kaminsky. Il y a eu depuis plusieurs rééditions, notamment en 1976 dans la collection Folio, en 1989 dans la collection Biblos avec une préface de J. M. G. Le Clézio  (ISBN 978-2-07-071652-4), ou en 2003 dans la collection Quarto en un volume illustré de 1 248 pages.
La traduction du titre du livre a été trouvée par l'éditeur Jean Paulhan dans le refrain de la Ballade en vieil langage Françoys de François Villon.
En 2020, le roman, qui est tombé dans le domaine public, fait l'objet d'une nouvelle traduction en français par Josette Chicheportiche, publiée aux éditions Gallmeister,.

## Suites et préquelles
Trois romans ont reçu l'accord de la famille Mitchell.
- Scarlett d'Alexandra Ripley (1991) – Suite relatant l'histoire de Scarlett après le premier roman.
- Le Clan Rhett Butler de Donald McCaig (2007) – Histoire de Rhett Butler avant et pendant le premier roman, ainsi que de sa famille.
- Le Voyage de Ruth, de Donald McCaig (2014) – Histoire de la Mama de Scarlett, de son point de vue et de celui des esclaves.

## Adaptations
au cinéma
- Autant en emporte le vent, film américain de Victor Fleming réalisé en 1939, avec Clark Gable et Vivien Leigh

comédies musicales
- Scarlett, musique et livret de Harold Rome d'après Kazuo Kikuta, chorégraphie Joe Layton, représentations à Tokyo en 1970 et Londres en 1972 ;
- Kaze to Tomo ni Sarinu (風と共に去りぬ), représentations à Tokyo en 1977 ;
- Autant en emporte le vent, musique et livret de Gérard Presgurvic, chorégraphie Kamel Ouali, représentations à Paris en 2003 ;
- Gone with the Wind, musique et livret de Margaret Martin, représentations à Londres en 2008 ;

ballets
- musique Antonin Dvorak et Zoltán Rácz, adaptation et direction Ádám Medveczky, chorégraphie Lilla Pártay, par les ballets hongrois en 2007.